# Sean Monahan
Sean Monahan, född 12 oktober 1994, är en kanadensisk professionell ishockeyforward som spelar för Columbus Blue Jackets i National Hockey League (NHL).
Han har tidigare spelat för Calgary Flames, Montreal Canadiens och Winnipeg Jets i NHL och Ottawa 67's i Ontario Hockey League (OHL).
Monahan draftades av Calgary Flames i första rundan i 2013 års draft som sjätte spelare totalt.
Han vann Bill Masterton Memorial Trophy för säsongen 2024–2025.

## Statistik
| 2009–2010  | Mississauga Rebels    | GTHL       | 47  | 46  | 44  | 90  | 48  | —  | —  | —  | —  | —  |
| 2010–2011  | Ottawa 67's           | OHL        | 65  | 20  | 27  | 47  | 32  | 4  | 2  | 2  | 4  | 0  |
| 2011–2012  | Ottawa 67's           | OHL        | 62  | 33  | 45  | 78  | 38  | 18 | 8  | 7  | 15 | 12 |
| 2012–2013  | Ottawa 67's           | OHL        | 58  | 31  | 47  | 78  | 24  | —  | —  | —  | —  | —  |
| 2013–2014  | Calgary Flames        | NHL        | 75  | 22  | 12  | 34  | 8   | —  | —  | —  | —  | —  |
| 2014–2015  | Calgary Flames        | NHL        | 81  | 31  | 31  | 62  | 12  | 11 | 3  | 3  | 6  | 2  |
| 2015–2016  | Calgary Flames        | NHL        | 81  | 27  | 36  | 63  | 18  | —  | —  | —  | —  | —  |
| 2016–2017  | Calgary Flames        | NHL        | 82  | 27  | 31  | 58  | 20  | 4  | 4  | 1  | 5  | 0  |
| 2017–2018  | Calgary Flames        | NHL        | 74  | 31  | 33  | 64  | 24  | —  | —  | —  | —  | —  |
| 2018–2019  | Calgary Flames        | NHL        | 78  | 34  | 48  | 82  | 12  | 5  | 1  | 1  | 2  | 0  |
| 2019–2020  | Calgary Flames        | NHL        | 70  | 22  | 26  | 48  | 25  | 10 | 2  | 6  | 8  | 2  |
| 2020–2021  | Calgary Flames        | NHL        | 50  | 10  | 18  | 28  | 10  | —  | —  | —  | —  | —  |
| 2021–2022  | Calgary Flames        | NHL        | 65  | 8   | 15  | 23  | 24  | —  | —  | —  | —  | —  |
| 2022–2023  | Montreal Canadiens    | NHL        | 25  | 6   | 11  | 17  | 16  | —  | —  | —  | —  | —  |
| 2023–2024  | Montreal Canadiens    | NHL        | 49  | 13  | 22  | 35  | 10  | —  | —  | —  | —  | —  |
|            | Winnipeg Jets         | NHL        | 34  | 13  | 11  | 24  | 2   | 5  | 0  | 1  | 1  | 0  |
| 2024–2025  | Columbus Blue Jackets | NHL        | 54  | 19  | 38  | 57  | 20  | —  | —  | —  | —  | —  |
| NHL totalt | NHL totalt            | NHL totalt | 818 | 263 | 332 | 595 | 201 | 35 | 10 | 12 | 22 | 4  |
| OHL totalt | OHL totalt            | OHL totalt | 185 | 84  | 119 | 203 | 316 | 22 | 10 | 9  | 19 | 12 |

### Internationellt
| Källa: Uppdaterad: 2020-01-04 | Källa: Uppdaterad: 2020-01-04 | Källa: Uppdaterad: 2020-01-04 |         | Utv = Utvisningsminuter | Utv = Utvisningsminuter | Utv = Utvisningsminuter | Utv = Utvisningsminuter | Utv = Utvisningsminuter |
| År                            | Lag                           | Mästerskap                    | Matcher | Mål                     | Assists                 | Poäng                   | Utv                     |                         |
| ----------------------------- | ----------------------------- | ----------------------------- | ------- | ----------------------- | ----------------------- | ----------------------- | ----------------------- | ----------------------- |
| 2011                          | Kanada                        | Ivan Hlinka                   | 5       | 2                       | 1                       | 3                       | 12                      |                         |
| 2014                          | Kanada                        | VM                            | 8       | 0                       | 2                       | 2                       | 2                       |                         |
| Junior totalt                 | Junior totalt                 | Junior totalt                 | 5       | 2                       | 1                       | 3                       | 12                      |                         |
| Senior totalt                 | Senior totalt                 | Senior totalt                 | 8       | 0                       | 2                       | 2                       | 2                       |                         |